# Artamidae
Gli Artamidi (Artamidae Vigors, 1825) sono una famiglia di uccelli appartenente all'ordine dei Passeriformes.

## Descrizione

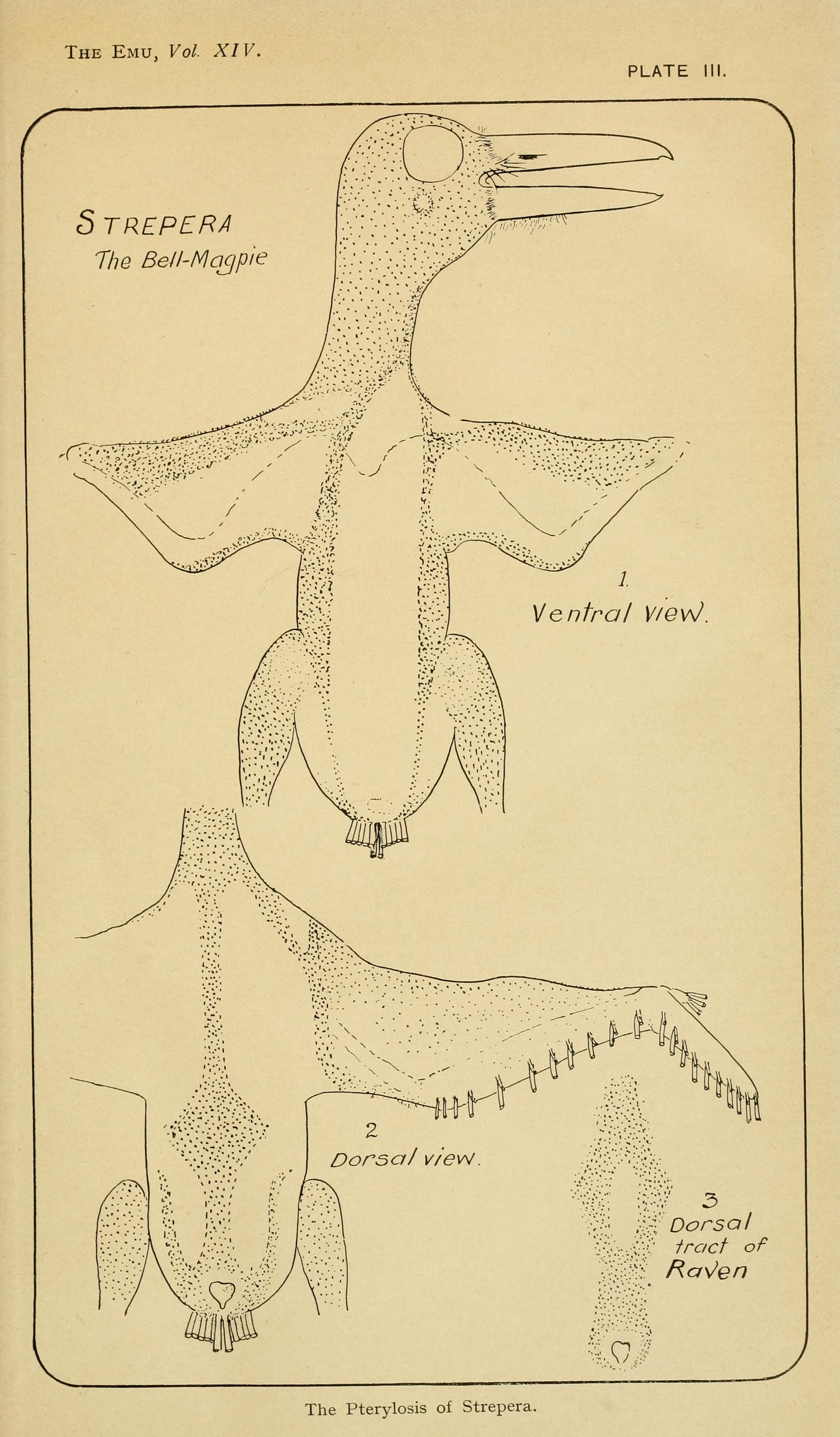
Disposizione delle penne nei currawong.

I membri della famiglia possiedono una certa varietà di forme e dimensioni: si va dai 19 cm e 40 g dell'artamo delle Figi e dell'artamo cenerino al mezzo metro e mezzo chilo del currawong grigio.
Le specie ascritte alla famiglia possiedono becco generalista (talvolta con una sagomatura aguzza simile a un "dente", osservabile anche fra i falconiformi)  e anisodattilia, nonché un siringe ben sviluppato che consente loro canti elaborati (per i quali alcuni membri della famiglia, soprattutto i membri della sottofamiglia Cracticinae, sono molto rinomati in Australia). Gli artami, caso unico fra i passeriformi, possiedono piumino.
Il piumaggio è generalmente scialbo, dominato dalle tonalità di grigio, nero e bruno, talvolta con macchie bianche più o meno estese: il dimorfismo sessuale è presente solo in alcune specie, coi maschi più robusti e colorati, talvolta con iridescenze nel piumaggio.

## Distribuzione e habitat
La famiglia presenta distribuzione oceaniana, con la maggior parte delle specie diffuse in Australia e Nuova Guinea, ma alcune presenti anche in Nuova Zelanda e in alcune isole del Pacifico e gli Artaminae che spaziano fino all'Insulindia e alle Andamane.
Le varie specie occupano numerosi habitat diversi, dalla foresta pluviale, ai mangrovieti (artami), ai pascoli, alla macchia cespugliosa (uccelli beccai), con alcune specie che si spingono negli ambienti antropizzati. Alcuni artamidi tendono ad essere sedentari, mentre altri mostrano abitudini di vita migratorie o nomadiche.

## Biologia
I membri della famiglia presentano abitudini di vita varie, dai costumi solitari dell'uccello beccaio nero alla vita in stormi degli artami: soprattutto durante la notte, molte specie di questi uccelli mostrano la curiosa abitudine di addossarsi gli uni agli altri, probabilmente al fine di meglio conservare il calore corporeo e mimetizzarsi coi dintorni.
Tutti gli artamidi presentano abitudini di vita onnivore, mangiando un po' di tutto, sebbene i veri generalisti siano i currawong, mentre la gazza australiana è più insettivora, gli uccelli beccai mangiano perlopiù piccoli vertebrati e insetti e gli artami si nutrono di insetti e nettare. Le varie specie possono pertanto vivere in simpatria senza generare competizione, anche perché le varie specie si nutrono a diversi livelli dell'habitat (rondini boscherecce nella canopia, currawong  e uccelli beccai fra alberi e cespugli, gazza australiana al suolo).

## Tassonomia
La famiglia degli Artamidi si divide in tre sottofamiglie, comprendenti sei generi e un totale di 24 specie:
Sottofamiglia Artaminae
- Genere Artamus (11 spp.)

Sottofamiglia Peltopsinae
- Genere Peltops (2 spp.)

Sottofamiglia Cracticinae
- Genere Melloria (1 sp.)
- Genere Gymnorhina (1 sp.)
- Genere Cracticus (6 spp.)
- Genere Strepera (3 spp.)

In passato, alla famiglia veniva ascritto il solo genere Artamus, con le altre specie ascritte alla famiglia Cracticidae: le analisi del DNA hanno dimostrato che i due gruppi, oltre al basale Peltops, rappresentano in realtà tre cladi (resi col rango di sottofamiglia) equidistanti fra loro, con un antenato comune.

Inoltre, la gazza australiana e l'uccello beccaio nero, in passato ascritti al genere Cracticus, ne sono stati separati per venire ascritti a due generi monotipici (rispettivamente Gymnorhina e Melloria) fratelli fra loro.